# Universiteit van Nicosia
De Universiteit van Nicosia (in het Engels: University of Nicosia) is een particuliere universiteit gevestigd in Nicosia, Cyprus. Met meer dan 12.000 studenten is het de grootste universiteit van het land.
In september 2007 werd Intercollege omgedoopt tot de Universiteit van Nicosia, Cyprus.  Later scheidde het zich af van de rest van de Universiteit van Nicosia. 
De universiteitscampus beslaat een oppervlakte van ruim 10 ha.

## Vakgebieden
- Architectuur en aanverwante diensten
- Economie
- Communicatie en journalistiek
- Computeren
- Informatiewetenschap en technologie
- Technische technologieën
- Medische wetenschappen
- Sociale wetenschappen en beeldende kunst
- Kunst en design